# Стеньгурт
Стеньгу́рт (рос. Стеньгурт) — присілок в Кезькому районі Удмуртії, Росія.
В колишньому — центр Стеньгуртської сільради.
Населення — 116 осіб (2010; 190 в 2002).
Національний склад станом на 2002 рік:
- удмурти — 93 %

Урбаноніми:
- вулиці — Нова, Радянська. Робоча, Садова, Шкільна